# Escape Room (film)
Escape Room – amerykański horror z 2019 roku w reżyserii Adama Robitela, wyprodukowany przez wytwórnię Sony Pictures Releasing. Główne role w filmie zagrali Logan Miller, Deborah Ann Woll, Taylor Russell, Tyler Labine, Jay Ellis i Nik Dodani.
Premiera filmu odbyła się 4 stycznia 2019 w Stanach Zjednoczonych. W Polsce mimo planów nie odbyła się kinowa premiera filmu - planowana była na 11 stycznia 2019 roku, jednakże dystrybucja została wstrzymana kilka dni wcześniej, po tym, jak 4 stycznia w escape roomie w Koszalnie zginęło pięć piętnastolatek. Po wycofaniu filmu z polskich kin dystrybucją zajęła się firma Imperial CinePix, która wydała film bezpośrednio na nośnikach DVD oraz Blu-ray 10 maja 2019 roku.

## Fabuła
Pewnego dnia odnoszący sukcesy młody menedżer, zaniedbany pracownik sklepu, ambitna studentka i kilka innych osób dostają tajemnicze przesyłki. W paczkach są pudełka, z których po otwarciu skomplikowanego mechanizmu wyskakują karteczki. To identyczne zaproszenia do nowo otwartego escape roomu. Zoey i pozostali przyjaciele trafiają do eleganckiego apartamentu. Przywiodła ich tam nie tylko ciekawość. W listach wspomniano, że nagrodą za rozwiązanie serii logicznych zagadek i wydostanie się z pułapki jest 10 000 dolarów. Szybko okazuje się, że gra się już zaczęła, a stawką jest w niej nie tylko kasa, ale też życie uczestników. Aby przetrwać, nieznajomi będą musieli wspiąć się na szczyt swoich możliwości i odkryć, co naprawdę ich łączy.

## Obsada
- Taylor Russell jako Zoey Davis
- Logan Miller jako Ben Miller
- Deborah Ann Woll jako Amanda Harper
- Tyler Labine jako Mike Nolan
- Jay Ellis jako Jason Walker
- Nik Dodani jako Danny Khan
- Adam Robitel jako Gabe
- Kenneth Fok jako detektyw Li

## Odbiór

### Krytyka
Film Escape Room spotkał się z mieszaną reakcją krytyków. W serwisie Rotten Tomatoes 53% z sześćdziesięciu ośmiu recenzji filmu jest pozytywne (średnia ocen wyniosła 5,2 na 10). Na portalu Metacritic średnia ocen z 18 recenzji wyniosła 49 punktów na 100.